# قورباغه شاخدار آرژانتینی
قورباغه شاخدار آرژانتینی (نام علمی: Ceratophrys ornata)، همچنین با نام‌های قورباغه دهان‌پهن آرژانتینی، قورباغه شاخدار خوش‌رنگ، وزغ شاخدار خوش‌رنگ، یا قورباغه پکمن خوش‌رنگ، یکی از گونه‌های قورباغه از خانواده Ceratophryidae است. این گونه بومی آمریکای جنوبی است. رایج‌ترین گونه قورباغه شاخدار در علفزارهای آرژانتین، اروگوئه و برزیل است. یک خورنده حریص، سعی می‌کند هر چیزی را که نزدیک دهان گشادش می‌جنبد، مانند حشرات، جوندگان، مارمولک‌ها و سایر قورباغه‌ها ببلعد، حتی اگر این شکارچی در این فرایند خفه شود. همچنین به عنوان یک حیوان خانگی عجیب و غریب نگهداری می‌شود. نام مستعار «قورباغه پکمن» اشاره به بازی دوست‌داشتنی پک-من در دهه ۱۹۸۰ دارد، جایی که خود پک‌من مقدار زیادی غذا می‌خورد و دهانی دارد که بیشتر بدنش را اشغال می‌کند، و بسیار شبیه به قورباغه شاخدار آرژانتینی است.